# Campeonato Mundial de Ginástica Artística de 1997 - Resultados femininos
Os resultados femininos no Campeonato Mundial de Ginástica Artística de 1997 somaram dezoito medalhas nas seis provas disputadas. 

## Resultados

### Equipes
Finais
| Pos.              | País           | Pts     |
| ----------------- | -------------- | ------- |
| Medalha de ouro   | Roménia        | 153,720 |
| Medalha de prata  | Rússia         | 153,197 |
| Medalha de bronze | China          | 152,001 |
| 4                 | Ucrânia        | 150,803 |
| 5                 | França         | 148,369 |
| 6                 | Estados Unidos | 147,897 |
| 7                 |                |         |
| 8                 |                |         |

### Individual geral
Finais
| Pos.              | País           | Ginasta            | Pontos |
| ----------------- | -------------- | ------------------ | ------ |
| Medalha de ouro   | Rússia         | Svetlana Khorkina  | 38,636 |
| Medalha de prata  | Roménia        | Simona Amanar      | 38,587 |
| Medalha de bronze | Rússia         | Yelena Produnova   | 38,549 |
| 4                 | Roménia        | Gina Gogean        | 38,543 |
| 5                 | China          | Meng Fei           | 38,042 |
| 6                 | Ucrânia        | Lyubov Sheremeta   | 37,893 |
| 7                 | China          | Liu Xuan           | 37,861 |
| 8                 | Roménia        | Claudia Presecan   | 37,717 |
| 9                 | Ucrânia        | Olga Teslenko      | 37,605 |
| 10                | França         | Isabelle Severino  | 37,299 |
| 11                | China          | Kui Yuanyuan       | 37,298 |
| 12                | Ucrânia        | Inga Shkarupa      | 37,217 |
| 13                | Estados Unidos | Kristen Maloney    | 37,054 |
| 14                | Estados Unidos | Dominique Moceanu  | 36,961 |
| 15                | Bielorrússia   | Alyona Polozkova   | 36,786 |
| 16                | Rússia         | Eugenia Kuznetsova | 36,730 |
| 17                | Cazaquistão    | Irina Evdokimova   | 36,592 |
| 18                | Hungria        | Adrienn Varga      | 36,549 |
| 19                | França         | Elvire Teza        | 36,511 |
| 20                | Canadá         | Yvonne Tousek      | 36,461 |
| 21                | Bielorrússia   | Yelena Savko       | 36,155 |
| 22                | França         | Ludivine Furon     | 36,130 |
| 23                | Estados Unidos | Kristy Powell      | 36,099 |
| 24                | Canadá         | Sarah Deegan       | 35,937 |

| Pos.              | País           | Ginasta           | Pts   |
| ----------------- | -------------- | ----------------- | ----- |
| Medalha de ouro   | Roménia        | Simona Amanar     | 9,712 |
| Medalha de prata  | China          | Duan Zhou         | 9,606 |
| Medalha de bronze | Roménia        | Gina Gogean       | 9,600 |
| 4                 | Hungria        | Adrienn Varga     | 9,543 |
| 5                 | Estados Unidos | Mohini Bhardwaj   | 9,512 |
| 6                 | China          | Kui Yuanyuan      | 9,350 |
| 7                 | Rússia         | Elena Dolgopolova | 9,331 |
| 8                 | Rússia         | Svetlana Khorkina | 4,537 |

| Pos.              | País         | Ginasta             | Pts   |
| ----------------- | ------------ | ------------------- | ----- |
| Medalha de ouro   | Rússia       | Svetlana Khorkina   | 9,875 |
| Medalha de prata  | China        | Meng Fei            | 9,800 |
| Medalha de bronze | China        | Bi Wenjing          | 9,787 |
| 4                 | Bielorrússia | Lyubov Sheremeta    | 9,750 |
| 5                 | Roménia      | Claudia Presecan    | 9,725 |
| 6                 | Roménia      | Alexandra Marinescu | 9,712 |
| 7                 | Ucrânia      | Olga Teslenko       | 9,675 |
| 8                 | Rússia       | Eugenia Kuznetsova  | 9,412 |

| Pos.             | País           | Ginasta           | Pts   |
| ---------------- | -------------- | ----------------- | ----- |
| Medalha de ouro  | Roménia        | Gina Gogean       | 9,800 |
| Medalha de prata | Rússia         | Svetlana Khorkina | 9,787 |
| Medalha de prata | China          | Kui Yuanyuan      | 9,787 |
| 4                | França         | Ludivine Furon    | 9,700 |
| 5                | Ucrânia        | Olga Teslenko     | 9,662 |
| 6                | França         | Elvire Teza       | 9,650 |
| 7                | Estados Unidos | Kristen Maloney   | 9,512 |
| 8                | Rússia         | Yelena Produnova  | 9,412 |

| Pos.              | País    | Ginasta              | Pts   |
| ----------------- | ------- | -------------------- | ----- |
| Medalha de ouro   | Roménia | Gina Gogean          | 9,800 |
| Medalha de ouro   | Rússia  | Svetlana Khorkina    | 9,800 |
| Medalha de bronze | Rússia  | Yelena Produnova     | 9,775 |
| 4                 | China   | Meng Fei             | 9,675 |
| 5                 | Grécia  | Vasiliki Tsavdaridou | 9,650 |
| 6                 | Roménia | Claudia Presecan     | 9,600 |
| 7                 | Ucrânia | Lyubov Sheremeta     | 8,937 |
| 8                 | China   | Duan Zhou            | 8,787 |